# Kick Back (WayVのアルバム)
『Kick Back』（キックバック）は、2021年3月10日にLabel Vから発売されたWayV（威神V）の3枚目のミニ・アルバム。

## 概要
- ファーストフルアルバム『Awaken The World』より約9ヶ月ぶりのカムバック。
- タイトル曲「Kick Back」を含めた様々なジャンルの全6曲が収録されている[5]。

## プロモーション

### ミュージックビデオ
- 2021年3月10日、タイトル曲「Kick Back」のミュージックビデオを公開した。
- 3月22日、タイトル曲「Kick Back」のダンスプラクティスビデオを公開した。
- 3月26日、収録曲「Action Figure」のパフォーマンスビデオを公開した。

### イベント
- 3月10日午後7時から、YouTube及びV LIVEのWayVチャンネルを通じてオンラインショーケースを全世界に生中継した[6]。

### リミックスバージョン
- 7月2日、メンバーのクンが作成した収録曲「Action Figure」のリミックスバージョンを公開した。

## チャート成績
中国最大の音楽サイトQQミュージック人気チャートで1位を記録した。
iTunesトップアルバムチャートでカナダ、メキシコ、ブラジル、チリ、スウェーデン、オランダ、デンマーク、フィンランド、ハンガリー、ルーマニア、オーストリア、マレーシア、フィリピン、サウジアラビア、シンガポール、タイ、ベトナム、オーストラリア、トルコ、ウクライナ、アラブ首長国連邦、ペルー、コロンビアなどの全世界25の国と地域で1位を記録した。
韓国ガオンチャートの週間アルバムランキングで1位を獲得した。

## 収録曲
1. 秘境 (Kick Back) [3:51]
  - 作詞 ：潘彦廷
  - 作曲 ：Harold Philippon、Jasmine Kara Khatib-Nia、Keynon “KC” Moore、Ryan S. Jhun
  - 編曲 ：Alawn、유영진

エネルギー溢れるボーカルと余裕のあるフロウラップが調和をなすプログレッシブR＆Bジャンルのダンス曲[8]。
歌詞には、これから繰り広げられる未来を共に描いていこうという前向きなメッセージを盛り込んだ[8]。
2. Action Figure [3:20]
  - 作詞 ：林欣晔
  - 作曲 ：Bobii Lewis、Ebenezer Fabiyi、Magnus Klausen、JUNNY (주니)
  - 編曲 ：Bobii Lewis、Ebenezer Fabiyi、Magnus Klausen

ブラスサウンドが印象的な楽曲[8]。
3. 天空海 (Horizon) [3:32]
  - 作詞 ：小寒 (Xiao Han)
  - 作曲 ：황찬희、Simon Petren
  - 編曲 ：Simon Petren

ファンに対する感謝の気持ちを表現した叙情的なバラード曲[8]。
4. 梦尽 (All For Love) [3:18]
  - 作詞 ：潘彦廷
  - 作曲 ：Hyuk Shin (153/Joombas)、Seann Bowe (153/Joombas)
  - 編曲 ：Seann Bowe (153/Joombas)

センチメンタルな夜の雰囲気を連想させるトラップR＆Bジャンルの楽曲[8]。
5. Good Time [3:21]
  - 作詞 ：王靖云 (Jenny Wang)
  - 作曲 ：JINBYJIN、Alexander Karlsson、Cazzi Opeia
  - 編曲 ：JINBYJIN

レトロ風のピアノリフが魅力的なヒップホップビートのポップ曲[8]。
6. Kick Back (Korean Ver.) [3:51]
  - 作詞 ：김민지 (Jam Factory)
  - 作曲 ：Harold Philippon、Jasmine Kara Khatib-Nia、Keynon “KC” Moore、Ryan S. Jhun
  - 編曲 ：Alawn、유영진